# Rezerwat przyrody Jezioro Mścin
Rezerwat przyrody Jezioro Mścin – faunistyczny rezerwat przyrody położony na terenie gminy Kurzętnik w powiecie nowomiejskim (województwo warmińsko-mazurskie).
Obszar chroniony utworzony został 5 kwietnia 2024 r. na podstawie Zarządzenia Regionalnego Dyrektora Ochrony Środowiska w Olsztynie z dnia 20 marca 2024 r. w sprawie uznania za rezerwat przyrody „Jezioro Mścin” (Dz. Urz. Woj. Warm.-Maz. z 2024 r., poz. 1673). Powstał na wniosek nadleśnictwa Brodnica.

## Położenie
Rezerwat ma 49,88 ha powierzchni, zaś jego otulina – 26,46 ha. Znajduje się na terenie obrębu ewidencyjnego Tereszewo oraz leśnictwa Ostrówki (nadleśnictwo Brodnica). Obejmuje większość obszaru użytku ekologicznego „Tereszyńskie Łąki”. W odległości kilkuset metrów na zachód leżą rezerwaty przyrody Żurawie Bagno i Wyspa na Jeziorze Partęczyny Wielkie, a także granica z województwem kujawsko-pomorskim.

## Charakterystyka
Celem ochrony rezerwatowej jest „zachowanie zgrupowania rzadkich i chronionych lęgowych oraz migrujących gatunków ptaków wodno-błotnych oraz ich siedliska – rozległego płytkiego rozlewiska po dawniej istniejącym jeziorze Mścin o urozmaiconej linii brzegowej z bogato rozwiniętym szuwarem
trzcinowym, pałkowym oraz kępami zarośli wierzbowych i olszowych”.
Rezerwat obejmuje sztucznie odtworzone jezioro Mścin, które oryginalnie osuszono na przełomie XIX i XX wieku, zamieniając je w łąkę poprzecinaną rowami melioracyjnymi. Jesienią 2010 do niecki jeziora doprowadzono wodę z pobliskiego cieku Czerwonka, tworząc płytki zbiornik o powierzchni ok. 50 hektarów, który ma służyć małej retencji, przyciągać ptaki i poprawiać mikroklimat okolicznych lasów. Już po kilku latach udało się znacząco zwiększyć liczbę ptaków wodno-błotnych zaspokajających potrzeby lęgowe, migracyjne oraz żerujących na miejscowych rybach.

## Gatunki chronione
Na obszarze chronionym stwierdzono 149 gatunków ptaków, w tym 30 gatunków z załącznika I tzw. dyrektywy Ptasiej oraz 38 gatunków znajdujących się na Czerwonej liście ptaków Polski. Do ptaków migrujących zaliczają się m.in. czajka, brodziec leśny, batalion, brodziec śniady, krwawodziób, łabędź krzykliwy, czapla biała i czapla siwa, a także 13 gatunków kaczek i 4 gatunki rybitw, których liczebność przekracza 200 osobników. Do gniazdującej tu awifauny należą wodnik zwyczajny, derkacz, kropiatka, zielonka, kokoszka wodna, łyska, perkoz rdzawoszyi, perkoz dwuczuby, perkoz zausznik, perkozek, gęgawa, żuraw i błotniak stawowy. Polują tu natomiast bielik, kania czarna oraz kania ruda.
Według stanu na kwiecień 2024 rezerwat nie ma wyznaczonego planu ochrony ani zadań ochronnych.